# جون باتون بوث
جون باتون بوث هو سياسي كندي، ولد في 20 ديسمبر 1837 في شتلاند في المملكة المتحدة، وتوفي في 26 فبراير 1902 بسبب اعتلال الكلية.